# Haags Centrum voor Actuele Kunst
Het Haags Centrum voor Actuele Kunst (HCAK) was een van de éérste kunstenaarsinitiatieven in Nederland en werd opgericht in 1978 door de Haagse beeldende kunstenaars Martin Sjardijn en Willem van Drecht.
Het initiatief ontstond vanuit de behoefte aan een plek om experimenteel werk te kunnen tonen in een kunstklimaat dat daarvoor eigenlijk niet openstond. Midden jaren 70 was het klimaat in Den Haag dermate onvriendelijk jegens vernieuwing, dat het voor deze kunstenaars noodzakelijk was op zoek te gaan naar een eigen ruimte. Minimal art was een dominante stroming, mede  geïntroduceerd door Enno Develing vanuit het Gemeentemuseum van Den Haag.
De initiatiefnemers hadden behoefte aan vernieuwing en zochten naar een oorspronkelijke, nieuwe houding in hun werk. Een houding die meer was gerelateerd aan hetgeen er vanuit de maatschappij op hen af kwam. De resultaten van hun werk exposeerden ze in dagelijks wisselende exposities om zo in contact te komen met andere kunstenaars, waarmee ze in debat traden.
Belangrijk was dat zij een vernieuwing wensten die niet achter de mode van de dag aanliep.
In een winkelruimte aan de Haagse Wagenstraat, werd het HCAK gestart, nadat de fotograaf Eric van der Schalie, die de winkel had gebruikt om zijn werk te exposeren, deze aan Sjardijn overdroeg. Van der Schalie wilde de ruimte niet meer beheren vanwege de geringe belangstelling en hoge huurkosten.
Sjardijn koos een voorlopige naam 'Galerie Wagenstraat'. Na enkele maanden van experimenteren en exposeren werd de aandacht getrokken van een aantal Haagse kunstenaars, die zich evenmin thuisvoelden in de bestaande situatie en met de initiatiefnemers verder wilden werken in en aan de galerie.
In de loop van een jaar sloten zich onder anderen aan: Danny Knaän, Urs Pfannenmüller, Rien Monshouwer, Willem Kuiper, Christie van der Haak, Ineke Kuiper, Patrick Tanghe, Adriaan Nette, Maria Poot, Mieke Visser, Mariza Onderwater, Hugo van Valkenburg en Michal Shabtay. Ook voegde kunsthistoricus en -criticus Philip Peters zich bij de groep. Als nieuwe naam werd 'Haags Centrum voor Aktuele Kunst' (HCAK) gekozen, op voorstel van Sjardijn, in navolging van een, overigens weinig succesvol, Amsterdams initiatief van kunstenaars rond Krijn Giezen 'Amsterdams Centrum voor Aktuele Kunst' (ACAK) met Hal 1.
Peters zou al snel het karakter van de brainstormsessies tijdens de bijeenkomsten structureren, die vaak onder voorzitterschap van Mieke Visser stonden. Uiteindelijk leidden verschillen in visie tot een breuk.
Een ernstig meningsverschil ontstond rondom de vraag welke houding de kunstenaar zou moeten innemen. Sjardijn vond dat de kunstenaar zich zo veel mogelijk autonoom zou moeten ontwikkelen en op eigen kracht en ideeën zich kenbaar zou moeten maken in zijn of haar werk; dit in verzet tegen een te pragmatische mentaliteit. De meerderheid sloot zich echter aan bij het standpunt van Peters die meende dat de kunstenaars zich het best zouden kunnen profileren door zich op te trekken aan reeds gevestigde kunstenaars.
Vanaf 1983 trok Martin Sjardijn zich terug. Het HCAK ging verder onder leiding van Philip Peters, totdat het initiatief eind 1996 ten einde kwam.